# 678198 Jeanmariferenbac
678198 Jeanmariferenbac è un asteroide della fascia principale. Scoperto nel 2013, presenta un'orbita caratterizzata da un semiasse maggiore pari a 2,789630 UA e da un'eccentricità di 0,248896, inclinata di 9,269847° rispetto all'eclittica.